# Hegemó d'Atenes
Hegemó （en llatí Hegemon, en grec antic Ἡγήμων) fou un orador atenenc del temps de Demòstenes i un dels que van ser subornats pel rei Filip II de Macedònia per sonar suport al Regne de Macedònia.
Aristogíton el va acusar i finalment va compartir la sort de Foció i va ser condemnat a mort. Segons Sirià era un d'aquells oradors que van aconseguir un bon nivell d'oratòria només per la pràctica, sense haver estudiat retòrica. En parla en el mateix sentit Eli Harpocració.